# Marco Caneira
Marco António Simões Caneira (ur. 9 lutego 1979 w Sintrze) – portugalski piłkarz występujący na pozycji środkowego obrońcy. Obecnie gra w węgierskim klubie Videoton FC. Wcześniej grał między innymi w takich klubach jak Inter Mediolan, SL Benfica, Girondins Bordeaux i Valencia CF. W reprezentacji Portugalii zadebiutował 27 marca 2002 roku w meczu przeciwko Finlandii. Razem z drużyną narodową brał udział w Mistrzostwach Świata 2002 oraz Mistrzostwach Świata 2006.